# Lenda Murray
Lenda Murray (née le 22 février 1962) est une ancienne athlète professionnelle de culturisme nord-américaine, parmi les plus titrées de la discipline, avec notamment 8 victoires au concours IFBB Ms. Olympia (1990-1995 puis 2002-2003).

## Premières années
Lenda Murray est née en 1962 à Detroit dans le Michigan, fille de Darcelious et Louvelle Murray. Elle a commencé à s'adonner à des sports organisés à l'âge de 15 ans. Au lycée, elle était coureuse de vitesse (détentrice d'un record dans sa classe d'âge), et cheerleader. Elle a ensuite étudié à l'université de l'Ouest du Michigan, a obtenu un diplôme en sciences politiques, avec l'intention de devenir avocate. Elle a continué l'activité de cheerleader, et est devenue la deuxième Afro-américaine à être choisie comme homecoming queen de l'université en 1982,.
Après une brève période de cheerleading pour les Michigan Panthers au sein de la United States Football League, elle a travaillé avec les Panthers pendant deux ans, puis a été sollicitée par les Dallas Cowboys. Après avoir auditionné pour le groupe et été classée avant-dernière, elle décide qu'elle doit mincir un peu des cuisses.

## Carrière en culturisme
En 1984, elle s'inscrit dans une salle de musculation, le Powerhouse Gym à Highland Park. Quelques jours après, Ron Love, un compétiteur au niveau national, lui dit qu'elle a un physique idéal pour le culturisme. En 1985, après environ un an d'entraînement peu poussé, elle décide de participer au concours Ms. Michigan Ayant terminé 4e, elle décide de s'engager à fond dans cette discipline. (Son père ne s'est pas présenté à sa première compétition, mais viendra l'encourager par la suite.) Elle gravit rapidement les échelons, accumulant les victoires au niveau régional puis national. En 1989, elle obtient son statut professionnel aux North American Championships de la férération IFBB.

### Carrière professionnelle
Lenda Murray devient rapidement une présence régulière dans les magazines de culturisme, et une des modèles favorites du photographe Bill Dobbins, qui l'a largement mise en avant dans ses livres The Women et Modern Amazons.
Au concours Ms. Olympia 1990, pour sa première participation, Lenda Murray remporte le titre, succédant à Cory Everson, six fois victorieuse (qui s'est retirée de la compétition invaincue). Elle bat Beverly Francis, athlète beaucoup plus massive, qui finit 2e. Elle détiendra le titre de Ms. Olympia pendant six ans, de 1990 à 1995.
Elle apparaît dans des publications grand public telles que Sports Illustrated, Ebony, Mademoiselle et Vanity Fair, ainsi que dans le livre de photographie Women, d'Annie Leibovitz. Le physique de Lenda Murray devient la norme par rapport à laquelle les femmes sont jugées en culturisme professionnel — une silhouette en « sablier », avec de larges épaules, un torse en forme de V, reflété par un bas du corps proportionnellement développé.
À Ms. Olympia 1991, Lenda Murray remporte la victoire avec la plus mince marge de l'histoire de ce concours, ne devançant Bev Francis que d'un seul point (score final de 31 à 32, la victoire correspondant au plus petit score). Par la suite, elle a remporte le titre avec une plus large avance en 1992, 1993, 1994 et 1995.

#### Première retraite (1997)
En 1996, Lenda Murray perd le titre de Ms. Olympia face à Kim Chizevsky-Nicholls. Finissant à nouveau deuxième derrière cette même rivale en 1997, elle décide de se retirer de la compétition,.

#### Retour à la compétition (2002-2004)
Après quatre ans de hiatus, elle décide de concourir à nouveau, remportant un septième titre en 2002, puis un huitième en 2003, palmarès alors inégalé.

#### Deuxième retraite (2004)
En 2004, elle termine deuxième en catégorie poids lourds derrière Iris Kyle, et se retire à nouveau de la compétition.

### Empreinte et autres activités
Avec huit titres de Ms. Olympia, Lenda Murray est la deuxième femme bodybuilder la plus titrée de l'histoire de la discipline, n'étant dépassée que par Iris Kyle (10 fois vainqueur de la compétition reine) Du 28 février 2003 au 31 mai 2003, à l'âge de 41 ans, elle a été classée 1re au classement IFBB Women's Bodybuilding Professional Ranking List,.
Elle a commenté des compétitions de culturisme sur ESPN de 1993 à 1996. En 2010, Lenda Murray a été intronisée au IFBB Hall of Fame. En mars 2011, elle est devenue membre du National Fitness Hall of Fame, se faisant remettre le prix par Arnold Schwarzenegger. Chaque année se tient, à la Norfolk State University, une compétition NPC, appelée Lenda Murray Bodybuilding, Figure and Bikini Championships, dont elle est la promotrice et organisatrice,.
Elle a fait de paraître nombreuses vidéos d'entraînement, et a exercé en tant qu'instructrice de fitness ainsi qu'auprès d'athlètes d'autres disciplines, notamment des lutteuses. (Elle a elle-même tenté de devenir lutteuse professionnelle pour la World Wrestling Federation en 1997.) En novembre 1990, elle a fondé Lenda Murray Inc. De 1999 à 2005, Murray était propriétaire d'une salle d'entraînement à Virginia Beach, en Virginie, appelée The Fitness Firm, dont elle a supervisé les activités administratives, financières et logistiques jusqu'à fin 2004,.
Lenda Murray est également porte-parole de Wings of Strength, et possède une société de produits nutritionnels, Crystal Planet Nutrition.

### Palmarès[1]
- 1985 NPC Michigan State - 4e
- 1985 NPC Est du Michigan - 1re
- 1986 NPC Michigan - 3e
- 1986 NPC Ironwoman Michigan - 3e
- 1987 NPC Michigan - 3e
- 1987 NPC Côte Nord - 2e
- 1988 NPC Michigan - 1re
- 1989 NPC Junior Nationals - 1re (poids-lourds et général)
- 1989 IFBB North American Championships - 1re (poids-lourds et général)
- 1990 IFBB Mme Olympia - 1re
- 1991 IFBB Mme Olympia - 1re
- 1992 IFBB Mme Olympia - 1re
- 1993 IFBB Mme Olympia - 1re
- 1994 IFBB Mme Olympia - 1re
- 1995 IFBB Mme Olympia - 1re
- 1996 IFBB Mme Olympia - 2e
- 1997 IFBB Mme Olympia - 2e
- 2002 IFBB Mme Olympia - 1re (poids-lourds et général)
- 2003 IFBB Mme Olympia - 1re (poids-lourds et général)
- 2004 IFBB Mme Olympia - 2e (poids-lourds)

## Vie privée
Lenda Murray est célibataire et vit à Los Angeles, en Californie, avec ses chats, Martin et William, Elle est chrétienne. Elle est grand-mère de 11 enfants et belle-mère de 4 enfants.

### Apparitions à la télévision
Lenda Murray est apparue dans des talk-shows comme Geraldo, The Montel Williams Show et The Jerry Springer Show.

### Apparitions au cinéma
En 2015, Lenda Murray est apparue dans The Ridiculous 6 d'Adam Sandler, où elle joue la mère de Chico (le personnage de Terry Crews).